# I'm Your Baby Tonight World Tour
Il I'm Your Baby Tonight World Tour fu il tour mondiale di Whitney Houston in promozione dell'omonimo album del 1990.

## Scaletta del Tour
1. "I Wanna Dance with Somebody (Who Loves Me)"
2. "So Emotional"
3. "Saving All My Love for You"
4. "How Will I Know"
5. Love Medley:
  - "All at Once"
  - "Didn't We Almost Have It All"
  - "A House Is Not a Home"
  - "Where Do Broken Hearts Go"
6. "All the Man That I Need"
7. Marvin Gaye Medley: (eseguito da Gary Houston)
  - "Mercy Mercy Me (The Ecology)"
  - "What's Going On"
8. "My Name Is Not Susan"
9. "Anymore"
10. "Miracle" 1
11. "In Return" 2
12. "Revelation" (intro strumentale)
13. "He's Alright"
14. "This Day" 3
15. "Who Do You Love"
16. "I'm Your Baby Tonight"

Encore
1. "I Belong to You"
2. "Greatest Love of All"

1eseguita solo in alcune date in Nord America
2eseguita solo in Giappone e alcune date del Nord America
3eseguita solo in alcune date europee

## Date
| Data              | Città             | Paese       | Luogo                                     |
| ----------------- | ----------------- | ----------- | ----------------------------------------- |
| Asia              |                   |             |                                           |
| 14 marzo 1991     | Yokohama          | Giappone    | Yokohama Arena                            |
| 15 marzo 1991     | Yokohama          | Giappone    | Yokohama Arena                            |
| Nord America      |                   |             |                                           |
| 31 marzo 1991     | Norfolk           | Stati Uniti | Naval Station Norfolk                     |
| 18 aprile 1991    | Knoxville         | Stati Uniti | Thompson-Boling Arena                     |
| 20 aprile 1991    | Lexington         | Stati Uniti | Rupp Arena                                |
| 21 aprile 1991    | Champaign         | Stati Uniti | Assembly Hall                             |
| 23 aprile 1991    | Columbia          | Stati Uniti | Hearnes Center                            |
| 24 aprile 1991    | Ames              | Stati Uniti | Hilton Coliseum                           |
| 26 aprile 1991    | Iowa City         | Stati Uniti | Carver-Hawkeye Arena                      |
| 27 aprile 1991    | Minneapolis       | Stati Uniti | Target Center                             |
| 29 aprile 1991    | Winnipeg          | Canada      | Winnipeg Arena                            |
| 1º maggio 1991    | Saskatoon         | Canada      | Saskatchewan Place                        |
| 3 maggio 1991     | Edmonton          | Canada      | Northlands Coliseum                       |
| 5 maggio 1991     | Calgary           | Canada      | Saddledome                                |
| 7 maggio 1991     | Vancouver         | Canada      | Pacific National Exhibition               |
| 8 maggio 1991     | Portland          | Stati Uniti | Memorial Coliseum                         |
| 9 maggio 1991     | Seattle           | Stati Uniti | Seattle Center Coliseum                   |
| 11 maggio 1991    | Oakland           | Stati Uniti | Oakland Coliseum                          |
| 12 maggio 1991    | Sacramento        | Stati Uniti | ARCO Arena                                |
| 13 maggio 1991    | Mountain View     | Stati Uniti | Shoreline Amphitheatre (cancellata)       |
| 16 maggio 1991    | Los Angeles       | Stati Uniti | Los Angeles Forum                         |
| 17 maggio 1991    | Costa Mesa        | Stati Uniti | Pacific Amphitheater                      |
| 19 maggio 1991    | Phoenix           | Stati Uniti | Desert Sky Amphitheater                   |
| 21 maggio 1991    | Las Vegas         | Stati Uniti | Thomas & Mack Center                      |
| 23 maggio 1991    | Albuquerque       | Stati Uniti | Tingley Coliseum                          |
| 24 maggio 1991    | Denver            | Stati Uniti | Fiddler's Green Amphitheater              |
| 25 maggio 1991    | Salt Lake City    | Stati Uniti | Salt Palace                               |
| 28 maggio 1991    | New Orleans       | Stati Uniti | UNO Lakefront Arena                       |
| 30 maggio 1991    | Oklahoma City     | Stati Uniti | Myriad Convention Center                  |
| 31 maggio 1991    | Dallas            | Stati Uniti | Starplex Amphitheatre                     |
| 2 giugno 1991     | The Woodlands     | Stati Uniti | Cynthia Woods Mitchell Pavilion           |
| 4 giugno 1991     | San Antonio       | Stati Uniti | HemisFair Arena                           |
| 5 giugno 1991     | Austin            | Stati Uniti | Frank Erwin Center                        |
| 7 giugno 1991     | Birmingham        | Stati Uniti | Jefferson Civic Center                    |
| 9 giugno 1991     | Pensacola         | Stati Uniti | Pensacola Civic Center                    |
| 10 giugno 1991    | Orlando           | Stati Uniti | Orlando Arena                             |
| 11 giugno 1991    | Miami             | Stati Uniti | Miami Arena                               |
| 13 giugno 1991    | Columbia          | Stati Uniti | Carolina Coliseum                         |
| 15 giugno 1991    | Atlanta           | Stati Uniti | Fulton County Stadium                     |
| 16 giugno 1991    | Greensboro        | Stati Uniti | Greensboro Coliseum                       |
| 19 giugno 1991    | Chattanooga       | Stati Uniti | McKenzie Arena                            |
| 20 giugno 1991    | Antioch           | Stati Uniti | Starwood Amphitheatre                     |
| 22 giugno 1991    | Maryland Heights  | Stati Uniti | Riverport Amphitheatre (cancellata)       |
| 23 giugno 1991    | Kansas City       | Stati Uniti | Starlight Amphitheatre (cancellata)       |
| 25 giugno 1991    | Omaha             | Stati Uniti | Omaha Civic Auditorium (cancellata)       |
| 27 giugno 1991    | Milwaukee         | Stati Uniti | Summerfest                                |
| 28 giugno 1991    | Noblesville       | Stati Uniti | Deer Creek Music Center                   |
| 30 giugno 1991    | Tinley Park       | Stati Uniti | World Music Theater                       |
| 3 luglio 1991     | Detroit           | Stati Uniti | Joe Louis Arena                           |
| 5 luglio 1991     | Hampton           | Stati Uniti | Hampton Coliseum (cancellata)             |
| 6 luglio 1991     | Charlotte         | Stati Uniti | Blockbuster Pavilion                      |
| 7 luglio 1991     | Raleigh           | Stati Uniti | Walnut Creek Amphitheatre                 |
| 10 luglio 1991    | Cleveland         | Stati Uniti | Blossom Music Center                      |
| 11 luglio 1991    | Columbus          | Stati Uniti | Capitol Music Center                      |
| 13 luglio 1991    | Pittsburgh        | Stati Uniti | Star Lake Amphitheatre                    |
| 14 luglio 1991    | Richmond          | Stati Uniti | Richmond Coliseum                         |
| 16 luglio 1991    | Columbia          | Stati Uniti | Merriweather Post Pavilion                |
| 17 luglio 1991    | Providence        | Stati Uniti | Providence Civic Center                   |
| 19 luglio 1991    | Filadelfia        | Stati Uniti | The Spectrum                              |
| 20 luglio 1991    | Hershey           | Stati Uniti | Hersheypark Stadium                       |
| 21 luglio 1991    | Saratoga Springs  | Stati Uniti | Saratoga Performing Arts Center           |
| 23 luglio 1991    | New York          | Stati Uniti | Madison Square Garden                     |
| 25 luglio 1991    | East Rutherford   | Stati Uniti | Meadowlands Arena                         |
| 27 luglio 1991    | Cincinnati        | Stati Uniti | Riverfront Stadium                        |
| 29 luglio 1991    | Lenox             | Stati Uniti | Tanglewood                                |
| 30 luglio 1991    | Canandaigua       | Stati Uniti | Finger Lakes Performing Arts Center       |
| 1º agosto 1991    | Buffalo           | Stati Uniti | Memorial Auditorium                       |
| 3 agosto 1991     | Hartford          | Stati Uniti | Civic Center                              |
| 4 agosto 1991     | Killington        | Stati Uniti | Performing Arts Center                    |
| 6 agosto 1991     | Mansfield         | Stati Uniti | Great Woods Performing Arts Center        |
| 7 agosto 1991     | Mansfield         | Stati Uniti | Great Woods Performing Arts Center        |
| 9 agosto 1991     | Old Orchard Beach | Stati Uniti | Seashore Performing Arts Center           |
| 10 agosto 1991    | Nashua            | Stati Uniti | Holman Stadium                            |
| 11 agosto 1991    | Moncton           | Canada      | Magnetic Hill Concert Site (cancellata)   |
| 13 agosto 1991    | Halifax           | Canada      | Metro Center (cancellata)                 |
| 15 agosto 1991    | Montréal          | Canada      | Montreal Forum (cancellata)               |
| 16 agosto 1991    | Ottawa            | Canada      | Lansdowne Park (cancellata)               |
| 17 agosto 1991    | Toronto           | Canada      | CNE Stadium (cancellata)                  |
| Europa            |                   |             |                                           |
| 27 agosto 1991    | Birmingham        | Regno Unito | National Exhibition Centre                |
| 28 agosto 1991    | Birmingham        | Regno Unito | National Exhibition Centre                |
| 29 agosto 1991    | Birmingham        | Regno Unito | National Exhibition Centre                |
| 30 agosto 1991    | Birmingham        | Regno Unito | National Exhibition Centre                |
| 31 agosto 1991    | Birmingham        | Regno Unito | National Exhibition Centre                |
| 1º settembre 1991 | Birmingham        | Regno Unito | National Exhibition Centre                |
| 3 settembre 1991  | Londra            | Regno Unito | Wembley Arena                             |
| 4 settembre 1991  | Londra            | Regno Unito | Wembley Arena                             |
| 6 settembre 1991  | Londra            | Regno Unito | Wembley Arena                             |
| 7 settembre 1991  | Londra            | Regno Unito | Wembley Arena                             |
| 9 settembre 1991  | Londra            | Regno Unito | Wembley Arena                             |
| 10 settembre 1991 | Londra            | Regno Unito | Wembley Arena                             |
| 11 settembre 1991 | Londra            | Regno Unito | Wembley Arena                             |
| 13 settembre 1991 | Londra            | Regno Unito | Wembley Arena                             |
| 14 settembre 1991 | Londra            | Regno Unito | Wembley Arena                             |
| 15 settembre 1991 | Londra            | Regno Unito | Wembley Arena                             |
| 17 settembre 1991 | Glasgow           | Regno Unito | Scottish Exhibition and Conference Centre |
| 18 settembre 1991 | Glasgow           | Regno Unito | Scottish Exhibition and Conference Centre |
| 19 settembre 1991 | Glasgow           | Regno Unito | Scottish Exhibition and Conference Centre |
| 21 settembre 1991 | Rotterdam         | Paesi Bassi | Ahoy                                      |
| 22 settembre 1991 | Rotterdam         | Paesi Bassi | Ahoy                                      |
| 23 settembre 1991 | Rotterdam         | Paesi Bassi | Ahoy                                      |
| 25 settembre 1991 | Rotterdam         | Paesi Bassi | Ahoy                                      |
| 26 settembre 1991 | Rotterdam         | Paesi Bassi | Ahoy                                      |
| 27 settembre 1991 | Rotterdam         | Paesi Bassi | Ahoy                                      |
| 29 settembre 1991 | La Coruña         | Spagna      | Instituto Municipal Coruña Espectáculos   |
| 1º ottobre 1991   | Parigi            | Francia     | Palais Omnisports de Paris-Bercy          |
| 2 ottobre 1991    | Parigi            | Francia     | Palais Omnisports de Paris-Bercy          |

## Band
- Regia: Ricky Minor
- Basso: Ricky Minor
- Chitarra: Ray Fuller
- Tastiera: Michael Bearden
- Tastiera: Bette Sussman
- Sassofono: Kirk Whalum
- Batteria: Ricky Lawson
- Tastiera: Kevin Lee
- Percussioni: Bashiri Johnson
- Vocalist: Gary Houston, Vonchita Rawls, Carmen Rawls, Tiawana Rawls
- Ballerini: Diesko Boyland, Bryant Cash-Welch, Jonathan Webbe, Luca Tommassini